# 도리야마 세키엔

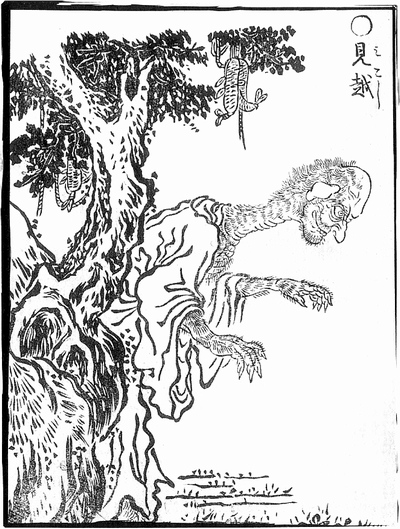
도리야마가 묘사한 미코시뉴도로, 그 중에서도 미야기뉴도이다.

도리야마 세키엔(일본어: 鳥山 石燕, 1712년 ~ 1788년 9월 22일)은 18세기 에도 시대 일본의 학자이자 교카 시인, 일본 민속 우키요에 예술가인 사노 도요후사의 필명이다. 도쿠가와 막부의 고위 하인 집안에서 태어난 그는 가노 학교 화가로 공식 인정받지는 못하였으나, 학교의 예술가인 가노 교쿠엔과 가노 치카노부에게 교육을 받았다.

## 예술 경력
도리야마 세키엔은 막부를 위해 봉사하다 은퇴한 후 시와 회화 분야에 수많은 견습생을 가르치는 교사가 되었다. 가노 기술을 우키요에에 처음으로 접목한 그는 색상 그러데이션을 복제할 수 있는 후키보카시와 같은 핵심 기술을 개발하였다. 특히 기타가와 우타마로와 우타가와 토요하루의 스승인 것으로 가장 유명하다.
세키엔의 유명한 작품으로는 백귀야행의 요괴 행진 두루마리가 나오는 대량 생산 요괴 그림책이 있다. 첫 번째 책은 세 가지 속편을 만들 정도로 인기가 많았으며, 마지막 책에는 주로 세키엔의 상상력에서 나온 요괴를 다루었다. 그의 작품은 "악마학자"로 표현되기도 하지만, 당시 일본에서 유행했던 일본의 《화한삼재도회》나 중국의 《산해경》과 같은 백과사전의 문학적 패러디로 더 묘사되는 편이다. 민속에서 전해지는 생물에 대한 그의 묘사는 민중의 의식 속 시각적 묘사로 깊이 각인되었으며, 우키요에 예술가 쓰키오카 요시토시와 가와나베 교사이, 만화 작가 미즈키 시게루를 비롯한 당시와 이후의 일본 예술가들에게 깊은 영감을 주었다.

## 주목할만한 작품
- 《도리야마비코》(鳥山彦, 1773년 출판)
- 《세키엔 화보》(石燕画譜, 1774년 출판)
- 《화도백귀야행》(画図百鬼夜行, 1776년 출판)
- 《금석화도속백귀》(今昔画図続百鬼, 1779년 출판)
- 《금석백귀습유》(今昔百鬼拾遺, 1780년 출판)
- 《화도백기도연대》(画図百器徒然袋, 1784년 출판)